# South Bend (Washington)

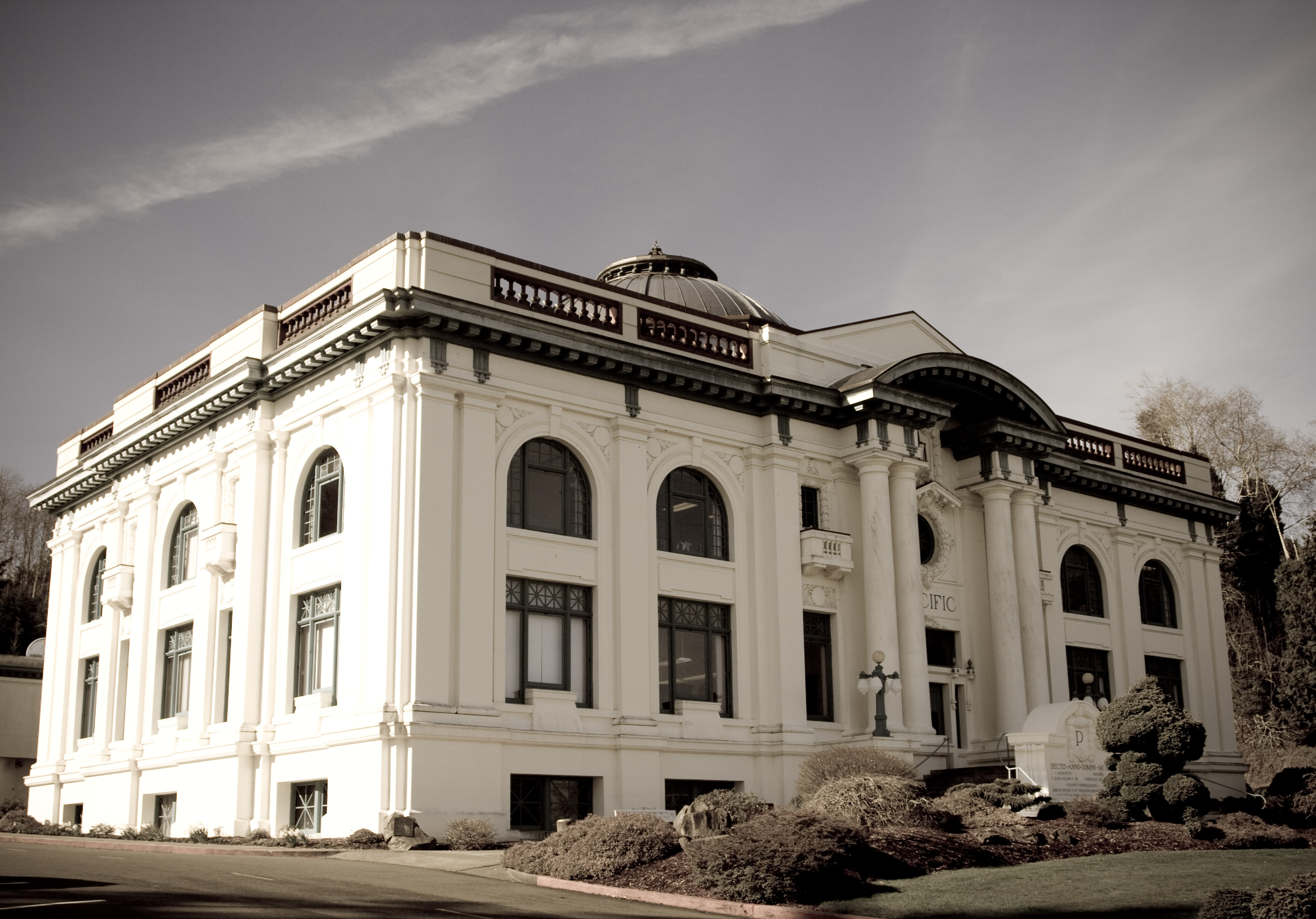
Pacific County Courthouse in South Bend

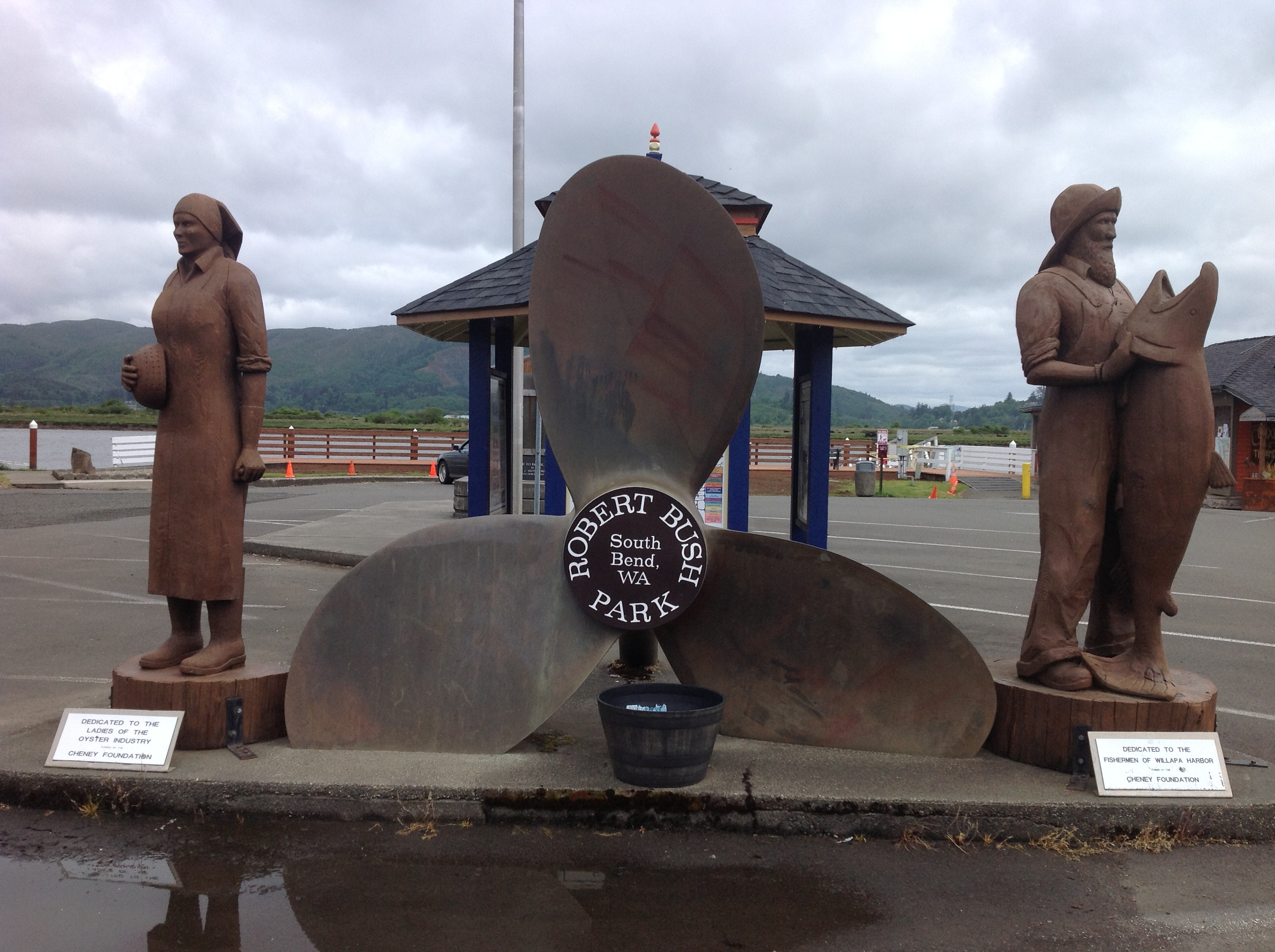
Klein monument voor oester- en visactiviteiten

South Bend is een plaats (city) in de Amerikaanse staat Washington, en valt bestuurlijk gezien onder Pacific County.

## Demografie
Bij de volkstelling in 2000 werd het aantal inwoners vastgesteld op 1807. In 2006 is het aantal inwoners door het United States Census Bureau geschat op 1835, een stijging van 28 (1.5%).

## Geografie
Volgens het United States Census Bureau beslaat de plaats een oppervlakte van
5,7 km², waarvan 4,7 km² land en 1,0 km² water. South Bend ligt op ongeveer 3 m boven zeeniveau. South Bend ligt aan de Willapa die ter plaatse een scherpe bocht maakt uit noordoostelijke richting naar het noordwesten richting zee.

## Pacific County Courthouse
Het Pacific Country Courthouse staat op een heuvel in de stad en kijkt op de Willapa uit. Met de bouw werd in 1911 gestart en een jaar later was het gereed. De architect was C. Lewis Wilson and Company gevestigd in Seattle en de aannemer was Northwest Bridge Works uit Portland. De bouwkosten waren destijds 132.000 dollar. Het gebouw is nog steeds als zodanig in gebruik.

## Plaatsen in de nabije omgeving
De onderstaande figuur toont nabijgelegen plaatsen in een straal van 28 km rond South Bend.